# 14 Juillet (film)
Pour les articles homonymes, voir 14 juillet (homonymie).
Pour plus de détails, voir Fiche technique et Distribution.
14 juillet (ou Quatorze Juillet) est un film français réalisé par René Clair et sorti en 1933.

## Synopsis
Anna, fleuriste, et Jean, chauffeur de taxi, se font des serments un soir de bal du 14 juillet à Paris. Jean succombe malgré tout à l'enjôleuse Pola, qui le délaissera vite elle-même. Sans amour, Jean sombre dans la délinquance.

## Fiche technique
- Titre : 14 juillet ou Quatorze Juillet
- Réalisation : René Clair, assisté d'Albert Valentin
- Scénario et dialogues : René Clair
- Décors : Lazare Meerson, Alexandre Trauner
- Costumes : René Hubert
- Photographie : Georges Périnal, Louis Page
- Son : Hermann Storr
- Montage : René Le Hénaff, René Clair
- Musique : Maurice Jaubert
  - chanson : « À Paris, dans chaque faubourg » (de Maurice Jaubert et Jean Grémillon, paroles de René Clair ; chantée par Lys Gauty)
- Production : Roger Le Bon, Hans Henkel, Georges Lourau, José Bosch
- Sociétés de production : Films Sonores Tobis
- Pays de production :  France
- Langue de tournage : français
- Société de production et de distribution : Films Sonores Tobis (France)
- Format : noir et blanc — 35 mm — 1,37:1 — son monophonique
- Genre : comédie dramatique
- Durée : 86 minutes
- Dates de sortie : 
  - France :  13 janvier 1933
  - Allemagne : 22 janvier 1933
- Affiche : Jean-Adrien Mercier

## Distribution
- Annabella : Anna
- George Rigaud : Jean
- Pola Illéry : Pola
- Raymond Cordy : Raymond
- Paul Ollivier : Monsieur Imaque
- Raymond Aimos : Charles
- Thomy Bourdelle : Fernand
- Maximilienne : voisine
- René Bergeron : portier
- Pté fils
- Arlette Balkis
- Gabrielle Rosny
- Palmyre Levasseur
- Jane Pierson
- Odette Talazac
- Anna Lefeuvrier
- Simone Barret
- Marie-Jacqueline Chantal
- Albert Malbert
- Georges Tréville
- Albert Broquin
- René Fleur
- Gustave Huberdeau
- Charles Lorrain
- Hector Léopold